# Casama
Casama é um gênero de traça pertencente à família Arctiidae.